# Вовчак Ігор Михайлович
Ігор Михайлович Вовчак (нар. 5 червня 1960, м. Тернопіль)— український співак, композитор, педагог.

## Життєпис
Закінчив Тернопільську загальноосвітню школу № 13, Тернопільську дитячу музичну школу по класу баяна, відділ народних інструментів Теребовлянського культурно-освітнього училища (1980, нині коледж культури і мистецтв), Київський університет культури та мистецтв (1986).
Під час військової служби створив і керував естрадним ансамблем, був радіо й кіномеханіком, опікувався колективом військового ансамблю (1980—1982).
У 1982—1984 рр. навчався у Київському державному інституті культури на відділенні оркестрокового диригування. 
Працював:
- вчителем музики в середній школі м. Запоріжжя, акомпаніатором танцювального колективу (1986—1987),
- вчителем музики Тернопільської загальноосвітньої школи № 18 (1987—1989).
- солістом «Оркестри Волі» м. Тернополя (1993—1995).

## Творчість
Автор музики пісень на слова Бориса Демківа, Володимира Вихруща, Миколи Сингаївського, Степана Галябарди, Миколи Луківа, Йосипа Фиштика, Михайла Левицького, Станіслава Шевченка, Наталі Зубицької, Ніни Омріяної-Бай, Георгія Петрука-Попика, Євгена Зозуляка, Володимира Присяжного, Валерія Залізного, Ярослава Павуляка, Лесі Любарської, Василя Ярмуша.
Написав біля 300 пісень. Випустив 4 аудіоальбоми і 4 компакт-диски з власними піснями.
Написав багато пісень на вірші лауреата Шевченківської премії Дмитра Луценка. В його творчості є також пісні, написані на слова поетів-класиків: Івана Франка, Лесі Українки, Олександра Олеся, Володимира Сюсюри.
Учасник багатьох фестивалів і творчих зустрічей у Тернопільській, Хмельницькій, Івано-Франківській та Львівській областях, як от: «Збруч— ріка єднання» та «Білий берег»— присвячений перемозі у Зборівській битві.
1989—2003 — керівник гуртка гітаристів у Центрі дитячої творчості м. Тернополя.
З 2001 по 2002 рр. соліст-вокаліст Тернопільської обласної філармонії.
З 2012 і до сьогодні — викладач класу гітари Острівської музичної школи та соліст аматорського оркестру «Доля» РБК Тернопільського району.
Тісно співпрацював з Анатолієм Горчинським. Був учасником передач національного та обласного радіо та телебачення:
- «Пісня року»,
- «Зоряний час»,
- «Від суботи до суботи»,
- «Родина»,
- «І знову зустрічі»,
- «Шануймося друзі» та багато інших.

Вийшли в світ три збірки пісень:
- пісні для дітей «Золоті роки» (2007)
- «Франкова криниця» (2012) у співпраці з поетом-піснярем Йосипом Фиштиком
- «На крилах мелодій» (2019).

Багато пісень Ігоря Вовчака ввійшли до збірок:
- «З Україною в серці» Володимира Вихруща,
- «Мелодії тернового поля».

## Відзнаки
- лауреат міжнародного і всеукраїнського конкурсів естрадної пісні,
- лауреат міжнародного телефестивалю «Романси Славутича» (1993),
- всеукраїнський фестиваль «Боромля» (1995),
- всеукраїнський фестиваль «Крізь терни до зірок» (1997),
- літературно-мистецька премія ім. Д Луценка «Осіннє золото» (2003).